# Гюртгенвальд
Гюртгенвальд (нім. Hürtgenwald) — громада в Німеччині, знаходиться в землі Північний Рейн-Вестфалія. Підпорядковується адміністративному округу Кельн. Входить до складу району Дюрен.
Площа — 88,05 км2. Населення становить 8675 ос. (станом на 31 грудня 2020).